# Aeduella
Aeduella blainvillei
Genre
Espèce
Synonymes
- Palaeoniscum blainvillei Agassiz, 1833

Aeduella est un genre éteint de poissons osseux de la famille des Aeduellidae et qui vivait lors de la fin du Carbonifère et du début du Permien en France et en Allemagne,. Une seule espèce est rattachée au genre, Aeduella blainvillei.

## Systématique
L'espèce Aeduella blainvillei a été initialement décrite en 1833 par le zoologiste et ichtyologue français Louis Agassiz (1807-1873) sous le protonyme de Palaeoniscum blainvillei.
En 1937, le géologue et paléontologue Thomas Stanley Westoll (1912-1995) crée le genre Aeduella pour y ranger l'espèce sous le taxon Aeduella blainvillei.